# Xeronema callistemon
Xeronema callistemon là một loài thực vật có hoa trong họ Xeronemataceae. Loài này được W.R.B.Oliv. miêu tả khoa học đầu tiên năm 1926.

## Hình ảnh

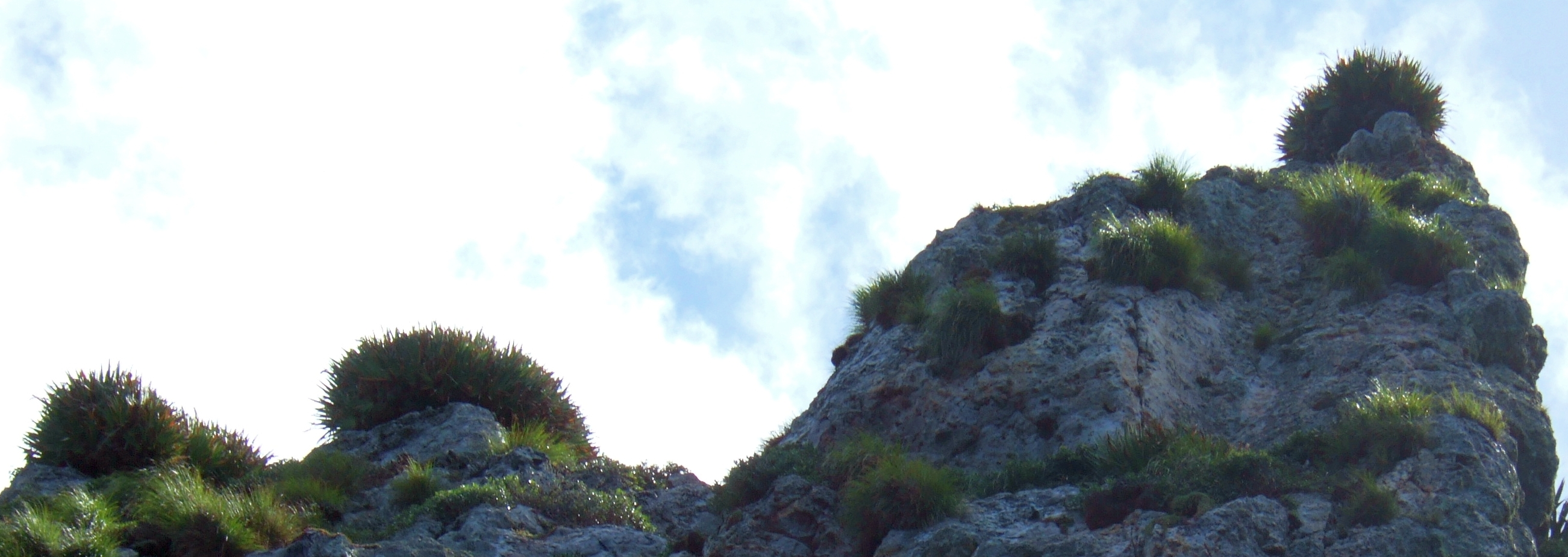
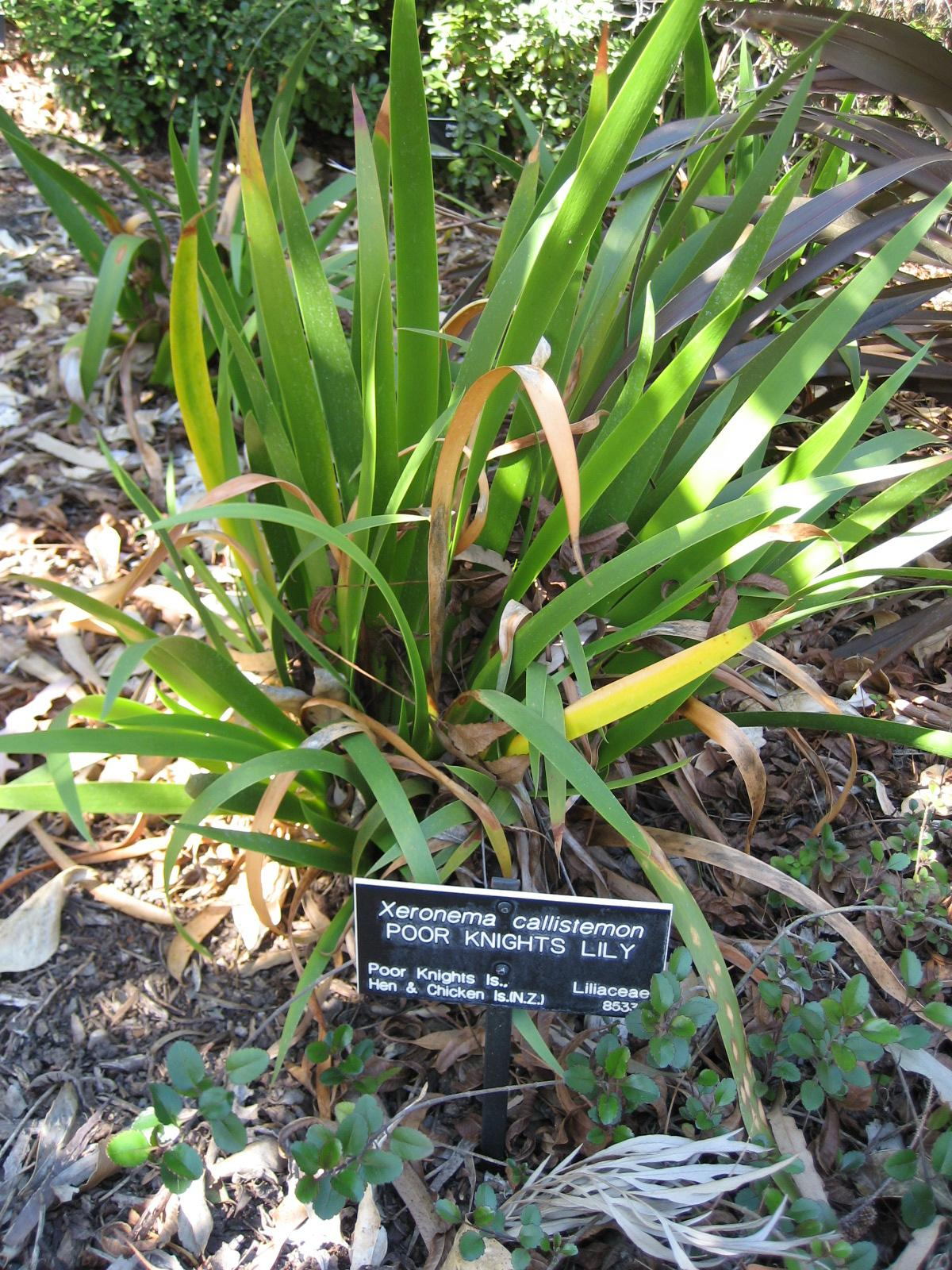
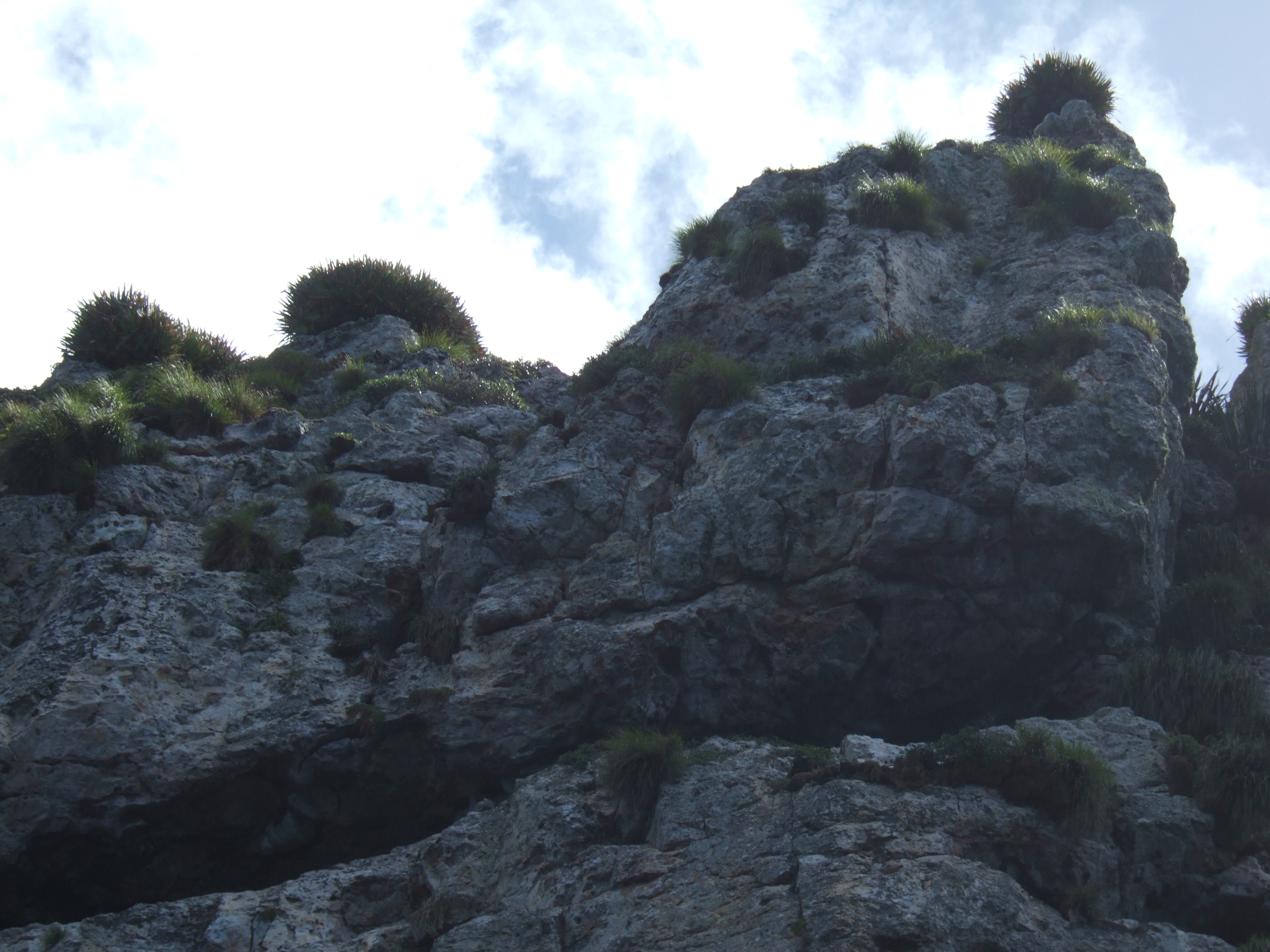
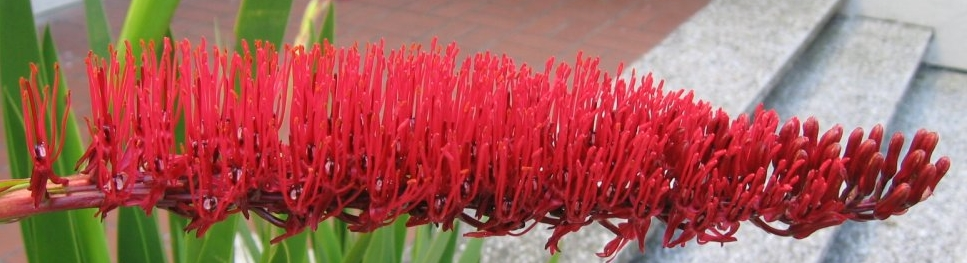